# Tyge Asmundsen
Tyge Asmundsen, född 1522 troligtvis i Lund, död 23 april 1586, var superintendent i Lunds stift 1560-1577.
Efter att ha studerat vid universitetet i Köpenhamn flyttade Tyge Asmundsen 1544 till Wittenberg. 1554 var han predikant åt hertig Frederik på Malmöhus slott. 1558 flyttade han till Köpenhamn, där han var mycket omtyckt som professor och senare även församlingspräst. Redan i oktober 1560 valdes han till superintendent i Lund. De 17 år som han var superintendent i Lund var en besvärlig tid för honom, inte enbart för att nordiska sjuårskriget drabbade stiftet hårt, utan även på grund av olika konflikter inom stiftet. Tyngd av bekymmer lämnade han posten och blev kanik i stiftet från 1577 fram till sin död 1586.